# Centre de recherche français à Jérusalem

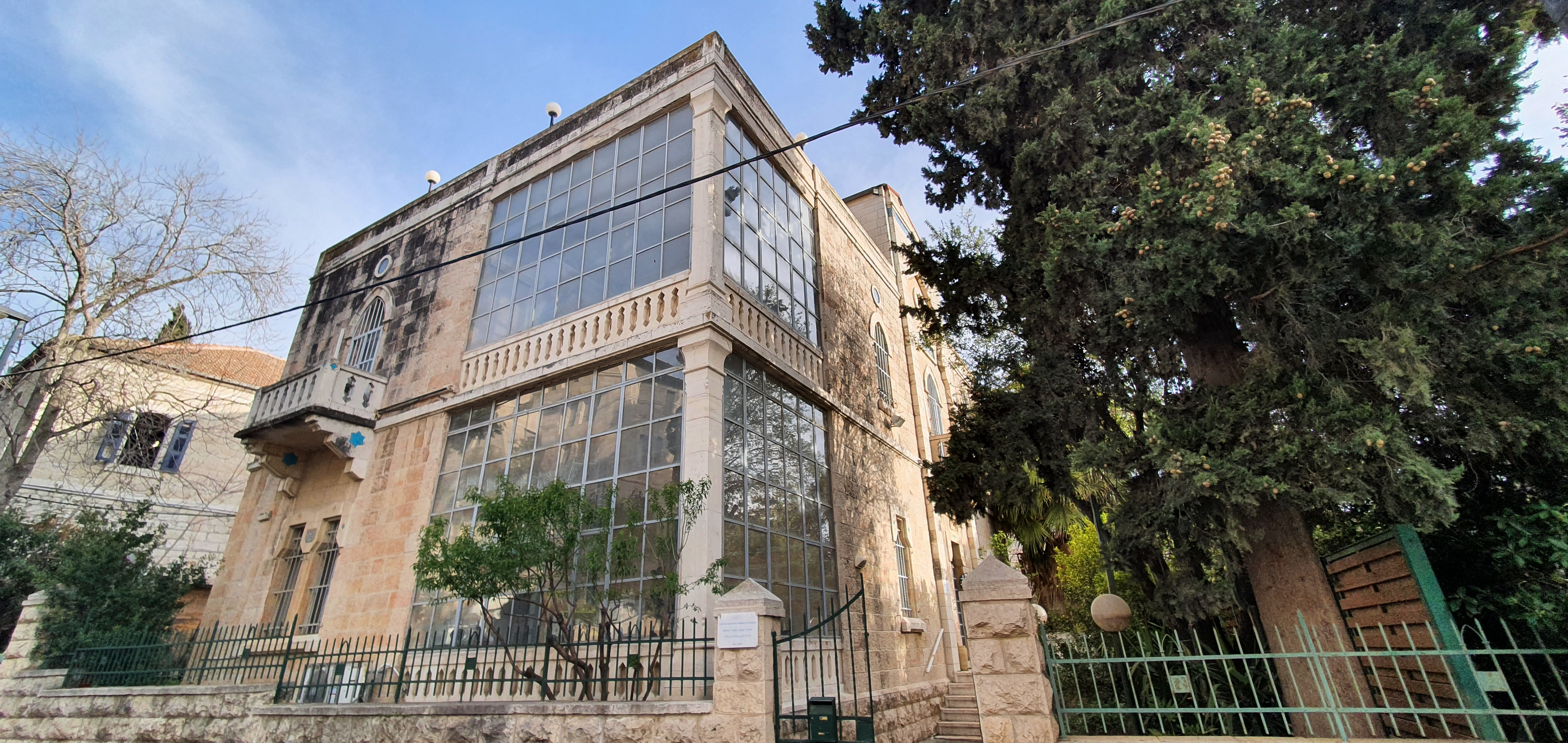
Centre de recherche français à Jérusalem

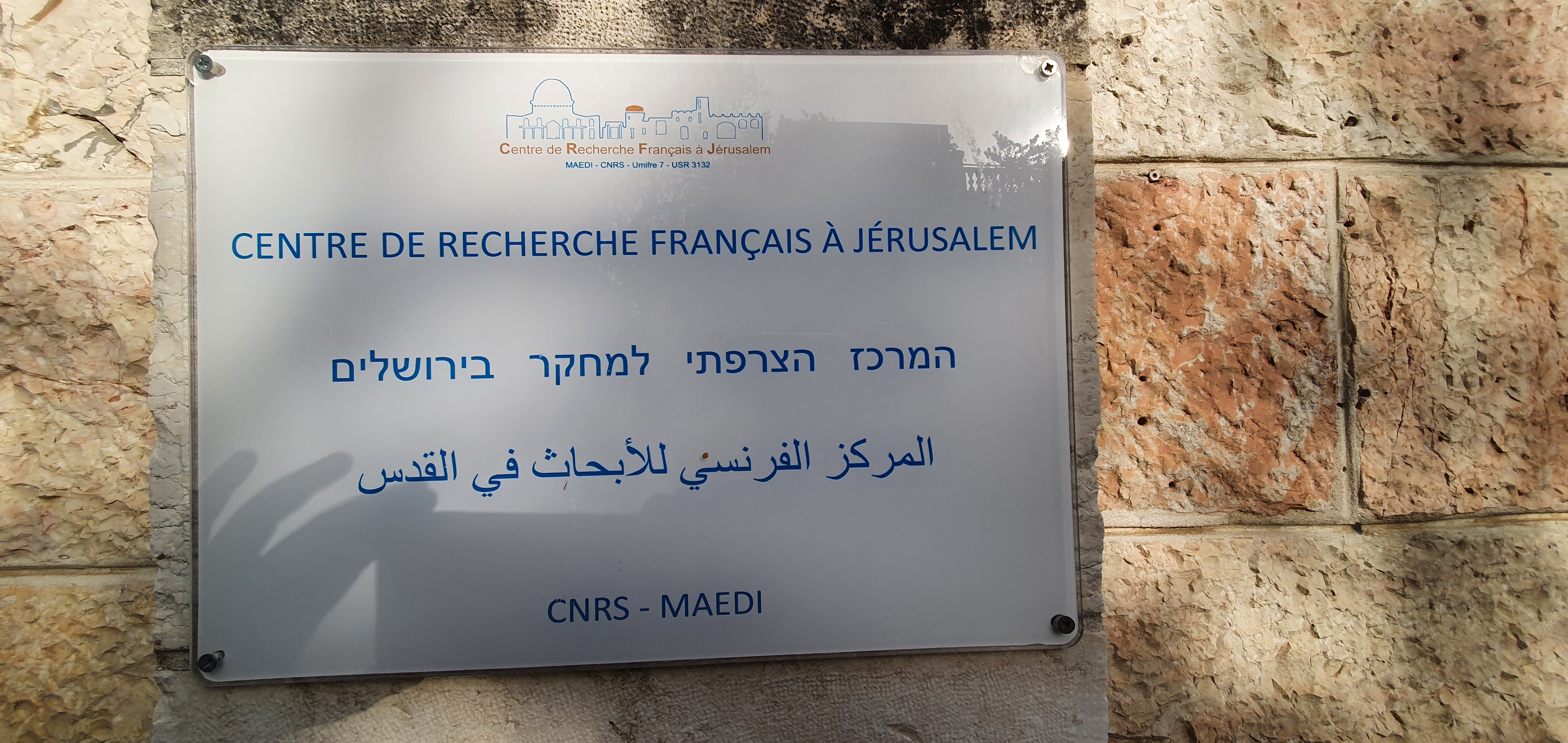
Dreisprachiges Schild am Eingang

Das Centre de recherche français à Jérusalem (CRFJ: CNRS-MAE) ist ein vom Centre national de la recherche scientifique (CNRS) und dem französischen Ministerium für Europa und Äußeres (MAE) betriebenes interdisziplinäres Forschungsinstitut in Jerusalem. Derzeitiger Leiter ist der Historiker François-Xavier Fauvelle.
Das CRFJ geht auf eine Initiative des Archäologen Jean Perrot zurück, der 1952 in Jerusalem die Mission archéologique française gründete. Seit 1985 ist das CRFJ ein interdisziplinäres Forschungszentrum der Human- und Sozialwissenschaften und seit 2004 dem Netzwerk französischer Forschungsinstitute im Ausland des französischen Außenministeriums angeschlossen. Forschungsbereiche sind Israel und Palästina vom Altertum bis zur Zeitgeschichte. Einen Schwerpunkt bilden Migrationsfragen und die linguistischen und religionswissenschaftlichen Forschungen. Das CRFJ unterhält eine Bibliothek, veranstaltet Tagungen und veröffentlicht seine Forschungsergebnisse im Verlag Éditions du CNRS. Es hat seinen Sitz im Jerusalemer Stadtteil Baka.

## Veröffentlichungen
- Zeitschrift Bulletin du Centre de recherche français à Jérusalem
- Reihe Les cahiers du CRFJ
- Reihe Mémoires et travaux du Centre de recherche français à Jérusalem